# Ichneumon imitator
Ichneumon imitator là một loài tò vò trong họ Ichneumonidae.